# Down to Earth (canção de Peter Gabriel)
"Down to Earth" é uma canção co-escrita e interpretada pelo compositor inglês Peter Gabriel para o filme WALL-E (2008). Como reconhecimento, foi indicada ao Oscar 2009 na categoria de Melhor Canção Original.